# 多くの声、一つの世界
『多くの声、一つの世界』（おおくのこえ、ひとつのせかい、英語: Many Voices One World）、別名・マクブライド（委員会）報告 (MacBride report) は、1980年に国際連合教育科学文化機関（UNESCO、ユネスコ）が公表した、コミュニケーション問題研究国際委員会 (International Commission for the Study of Communication Problems) の報告書であり、その委員会の委員長はアイルランドのノーベル平和賞受賞者ショーン・マクブライドだった。その目的は、現代社会におけるコミュニケーションに関わる諸問題を分析することであったが、特にマス・メディアとニュースに焦点があてられ、新たな様々な技術の登場が、新たな種類のコミュニケーション秩序を、新世界情報コミュニケーション秩序といった形で生み出し、諸問題を軽減して、さらなる平和と人類の発展に資するものと論じられた。
この報告が認めた諸問題の中には、メディアの集中、メディアの商業化、情報やコミュニケーションへのアクセスにおける不平等などがあった。委員会はコミュニケーションの民主化と、国家単位のメディアの強化を求め、何よりも外部の情報源への依存の排除を訴えた。その後、委員会の作業の中でも考慮されていたインターネットを基盤とした諸技術が、このマクブライドの構想をさらに推し進める手段となった。
この報告は、国際的に強い支持を集めたが、アメリカ合衆国とイギリスは、これを言論の自由への攻撃であるとして非難し、両国は抗議として、それぞれ1984年と1985年からユネスコへの分担金の支払いを拒んで脱退し、ようやく復帰したのは、それぞれ2003年と1997年になってからであった。

## マクブライド委員会
コミュニケーション問題研究国際委員会は、1977年に、アメリカ合衆国代表からの提言を受けたユネスコの事務局長アマドゥ・マハタール・ムボウによって設置された。委員会の委員長にはアイルランドのショーン・マクブライドを当てることが合意され、加えて15か国から、それぞれの国内外におけるコミュニケーション活動の実績を考慮して、メディア活動家、ジャーナリスト、学者、メディア経営者などの中から各国代表が招聘されることとなった。
マクブライド委員会の委員構成は以下の通りであった。
- エリー・エイベル（英語版）  アメリカ合衆国
- ユベール・ブーブ＝メリー（フランス語版）  フランス
- エレベ・マ・エコンゾ (Elebe Ma Ekonzo)  ザイール
- ガブリエル・ガルシア＝マルケス  コロンビア
- セルゲイ・ロセフ（ロシア語版）  ソビエト連邦
- モクタル・ルビス（英語版）  インドネシア
- ムスタファ・マスムウディ (Mustapha Masmoudi)  チュニジア
- 永井道雄  日本
- フレッド・アイザック・アクポルアロ・オム (Fred Isaac Akporuaro Omu)  ナイジェリア
- ボグダン・オソルニク (Bogdan Osolnik)  ユーゴスラビア
- ガマル・エル・オティフィ (Gamal El Oteifi)  エジプト
- ヨハネス・ピーテル・プロンク（オランダ語版）  オランダ
- フアン・ソマビア（スペイン語版）  チリ
- ブーブリ・ジョージ・ベルギーズ（英語版）  インド
- ベティ・ジンマーマン (Betty Zimmerman)  カナダ - 当初予定されたマーシャル・マクルーハンが健康を害し交代

委員会は、1978年10月にパリで開催されたユネスコの第20回総会で中間報告を公表した。その中間報告は議論を呼び、総会では「平和及び国際理解の強化、人権の促進並びに人種差別主義、アパルトヘイト及び戦争の扇動への対抗に関するマスメディアの貢献についての基本的原則に関する宣言 (Declaration on Fundamental Principles concerning the Contribution of the Mass Media to Strengthening Peace and International Understanding, to the Promotion of Human Rights and to Countering Racialism, apartheid and incitement to war)」（通称「マス・メディア宣言」）が採択されるに至った。確認された諸問題に対処すべき新しい様々な技術についての検討会は、1979年3月にインドのニューデリーで開催された。最終報告書がムボウ事務局長に提出されたのは、1980年4月であり、ベオグラードで開催された第21回総会では、全会一致で採択された。委員会は、報告書の発表後に解散した。
この報告書は、論議の的となり、1980年代にはユネスコの執行部もその理念を支持しなくなって、報告書は絶版とされ入手は難しくなった。アメリカ合衆国とユネスコの歴史についての別の書籍の場合は、状況は一層厳しく、法的威嚇がおこなわれ、ユネスコはその出版にいっさい関わっていないという断り書きを入れざるを得なくなった。マクブライド委員会の報告書は、その後、合衆国ではロウマン&リトルフィールドが再刊し、また、オンラインで自由に入手できるようになった。
日本語版は、委員のひとりであった永井道雄の監訳により、1980年に出版された。